# Station London Euston
Euston, ook bekend als London Euston, is een Londens "main line station" en is het beginpunt van de West Coast Main Line voor bestemmingen in de West Midlands, het noordwesten van Engeland, Noord-Wales en Schotland. Voorbeelden omvatten Northampton, Coventry, Birmingham, Stafford, Stoke-on-Trent, Holyhead, Liverpool, Manchester, Preston, Blackpool, Carlisle en Glasgow. Het station heeft naast een National Rail verbinding ook aansluitingen op de Northern Line en de Victoria Line via het gelijknamige metrostation.

## Naam en ligging
Het oorspronkelijke station werd gebouwd in opdracht van de toenmalige London and Birmingham Railway (L&BR). Aanvankelijk wilde de L&BR een station bouwen in de buurt van het Regent's Canal in Islington omdat dat een gunstige verbinding zou bieden voor het Londense havenverkeer. Robert Stephenson stelde voor om het Londense eindpunt bij Marble Arch te bouwen maar dit werd verworpen door een voorlopige commissie. In 1831 lieten George en Robert Stephenson, de ingenieurs van L&BR, hun oog vallen op het terrein aan de New Road, de latere Euston Road, dat toen nog voornamelijk bestond uit landbouwgebied aan de rand van de groeiende stad. Het voorstel om de lijn ten zuiden van dit terrein tot Maiden Lane te laten lopen werd in 1832 door het Hogerhuis verworpen. Een jaar later lag er een voorstel voor een eindpunt in Camden Town dat op 6 mei 1833 koninklijke goedkeuring kreeg. In 1834 werd goedkeuring gegeven om de lijn tot Euston Grove, en daarmee het gerealiseerde station, te verlengen.
Het station is genoemd naar Euston Hall in Suffolk, het voorouderlijk huis van de hertogen van Grafton, de belangrijkste landeigenaren in het gebied in het midden van de 19e eeuw. Het station ligt aan Euston Square en Euston Road, onderdeel van de London Inner Ring Road, tussen Cardington Street en Eversholt Street in de Londense wijk Camden. Het is een van de 19 stations in het land die worden beheerd door Network Rail. Sinds 2016 is het het op vier na drukste station in Groot-Brittannië en het drukste langeafstandsstation in het land. Gemeten naar in- en uitstappers staat het op de zesde plaats in Londen. Het busstation van Euston ligt direct voor de hoofdingang.
Het station en de spoorlijn verwisselde in de loop der tijd meerdere malen van eigenaar:
- 1837-1846 London and Birmingham Railway (L&BR).
- 1846-1923 London and North Western Railway (LNWR).
- 1923-1948 London, Midland and Scottish Railway (LMS).
- 1948-1994 British Railways (BR).
- 1994-2002 Railtrack.
- 2002-heden Network Rail.

## Geschiedenis

### London and Birmingham Railway
Euston was het eerste kopstation voor langeafstandsdiensten in Londen en werd gepland door George en Robert Stephenson. De bouw van het station was in handen van William Cubitt, naar een ontwerp in neoclassicistische stijl van Philip Hardwick; de 61 meter lange perronoverkapping werd ontworpen door Charles Fox. Aanvankelijk had het station twee 130 meter lange sporen, een voor aankomst en een voor vertrek. Opmerkelijke architectonische elementen waren de grote centrale hal en de toegangspoort.in de vorm van een fronton op Dorische zuilen. Op 20 juli 1837 werd het station geopend als het Londense eindpunt van de London and Birmingham Railway (L&BR). De toegangspoort, die bekend werd als Euston Arch, moest de komst van een nieuw vervoerssysteem symboliseren en letterlijk de toegangspoort naar het noorden van het land vormen. Deze 22 meter hoge poort werd in mei 1838 opgeleverd voor een bedrag van £35,000 (£3,353,000 prijspeil 1984). De holle zuilen waren gemaakt van Bramley Fall steen en waren de grootste ooit zo gebouwd.
De eerste diensten waren drie slagen die Boxmoor in iets meer dan een uur bereikten. Op 9 april 1838 werden deze verlengd tot een tijdelijk eindpunt in Denbigh Hall, in de buurt van Bletchley, waar op een bus naar Rugby overgestapt kon worden. Op 17 september 1838 was de lijn gereed tot station Curzon Street in Birmingham. De 180 kilometer tussen Euston en Birmingham werden in ongeveer 5 uur en een kwartier afgelegd. De eerste spoorweghotels in Londen werden gebouwd aan weerszijden van de toegangspoort en eveneens door Hardwick ontworpen. Het Vicoria hotel lag aan de westkant en kende basisvoorzieningen, het Euston hotel aan de oostkant was bedoeld voor eerste-klas reizigers.
Het station groeide gestaag toen het treinverkeer toenam. In 1838 werden 2700 postpakketten per maand afgehandeld, in 1841 was dit opgelopen tot 52,000. In 1845 werkten 140 mensen op het station en de treinen begonnen vertraging op te lopen door de te lage capaciteit. Daarom werden een jaar later twee sporen toegevoegd op het terrein ten westen van het station dat aanvankelijk was bestemd voor de Great Western Railway.

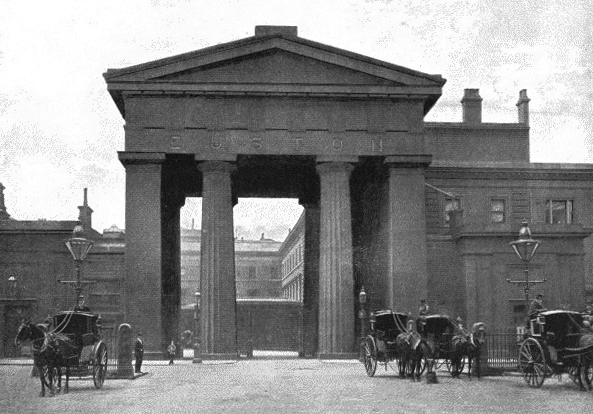
De Dorische toegangspoort van het oude station
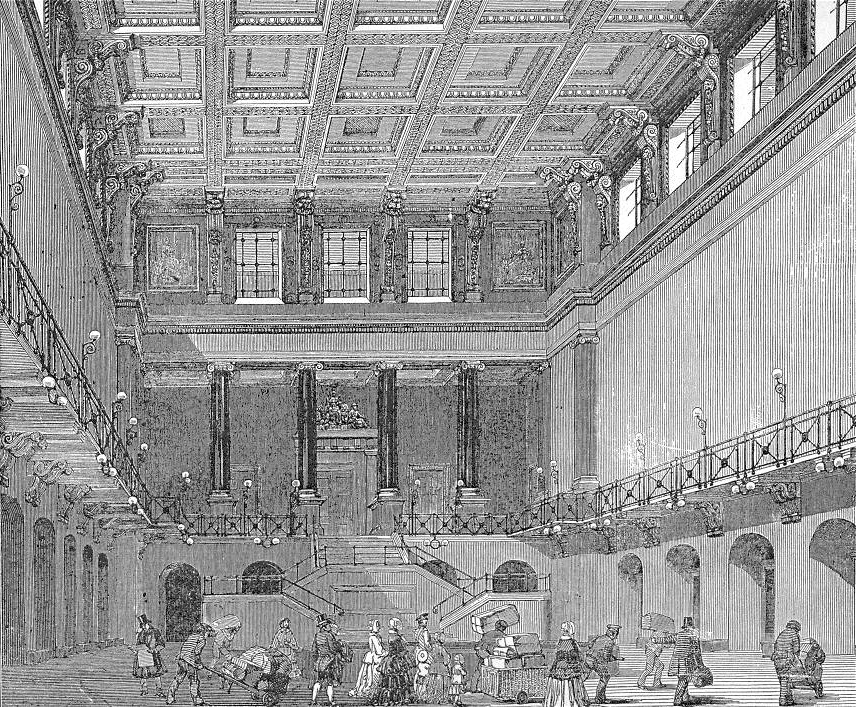
De centrale hal van het oude station
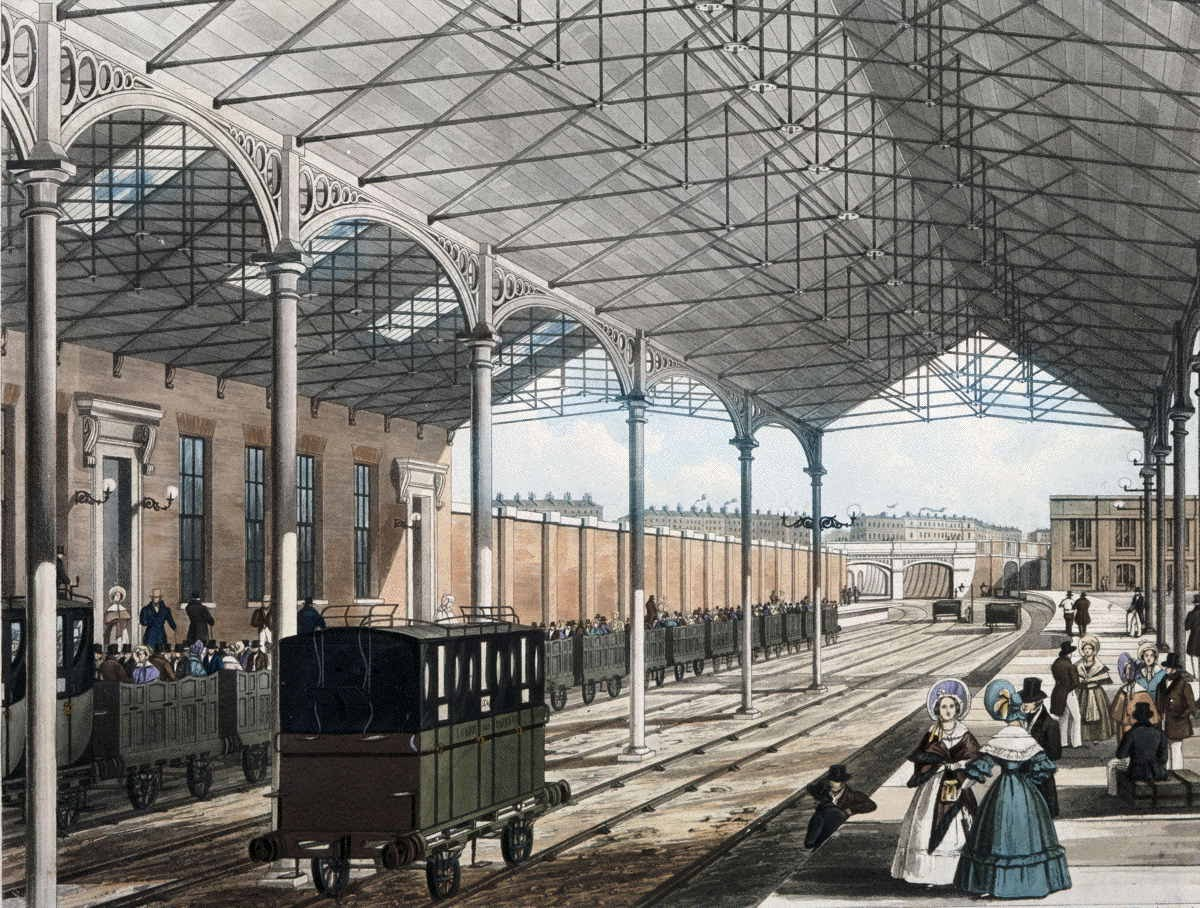
De perronoverkapping van het oude station

### London and North Western Railway

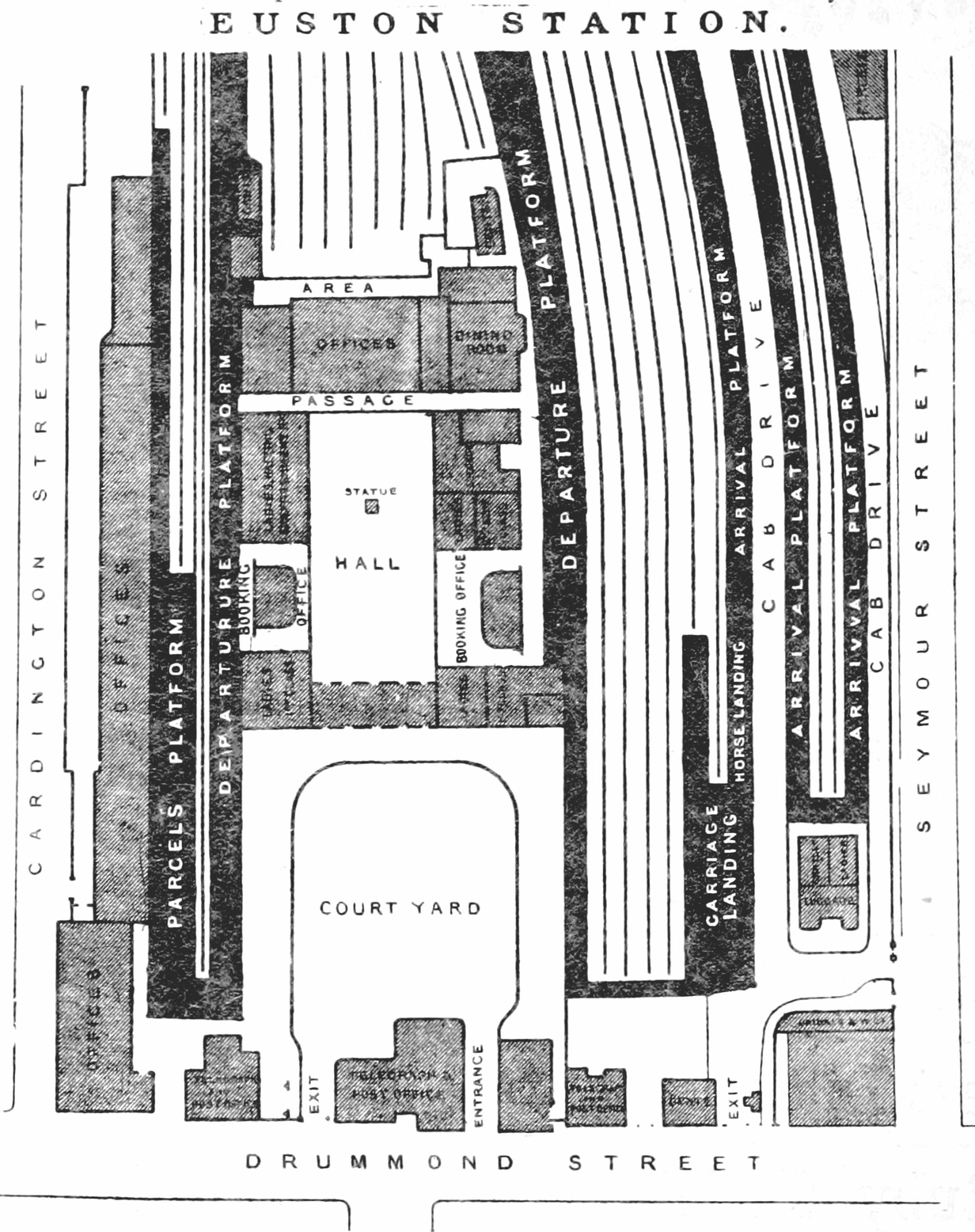
De plattegrond van 1888

In 1846 fuseerde de L&BR met de Manchester & Birmingham Railway en de Grand Junction Railway tot London and North Western Railway (LNWR). Het hoofdkantoor van de LNWR kwam bij Euston waartoe nieuwe kantoorgebouwen kwamen tussen de perrons en de toegangspoort, daarnaast werd het station uitgebreid. Hierbij werden de oorspronkelijke stationshallen op 27 mei 1849 vervangen door de Great Hall tussen de perrons. Deze verving de oorspronkelijke perronhallen en werd ontworpen door Hardwicks zoon, Philip Charles, in klassieke stijl. De nieuwe hal was 38 meter lang, 19 meter breed en 19 meter hoog, met een cassetteplafond en een dubbele zigzagtrap naar de kantoren aan de noordkant. Beeldhouwer John Thomas sierde de hal op met acht beelden die de steden langs de lijn symboliseerden. Deze gebouwen stonden langs Drummond Street ten noorden van het stationsgebouw uit 1968. Tot de bouw van het station uit 1968 liep Drummond Street door en lag Euston Grove tussen Euston Square en Euston Arch. In 1863 werd een kopspoor toegevoegd voor de diensten naar Kensington (Addison Road). In 1873 werden de sporen 1 en 2 toegevoegd met een eigen ingang aan Seymour Street. Tegelijkertijd werd de stationskap 1,8 meter opgetild om de rook van de treinen beter te kunnen verwerken. De groei van het lange-afstandsverkeer was in 1887 aanleiding het station aan de westkant te vergroten. Het werk omvatte het omleggen van Cardington Street deels over de begraafplaats, de latere St James's Gardens, van de St James's Church, Piccadilly, die op enige afstand van de kerk lag. Om oproer te voorkomen werden de stoffelijke overschotten herbegraven op St Pancras Cemetery. In 1891 werden de sporen 4 en 5 toegevoegd en vier sporen voor vertrekkende treinen, de latere sporen 12 – 15, werden op 1 juli 1892 toegevoegd samen met een eigen kaartverkoop aan Drummond Street, hiermee kwam het totaal aantal sporen op 15. De lijn tussen Euston en Camden kreeg tussen 1901 en 1906 vier sporen en in 1914 werd een nieuwe kaartverkoop geopend die gebouwd was op een deel van de taxistandplaats.
De London and North Western Railway kwam in 1906 met een voorstel om een voorstadslijn, de latere Watford DC Line, langs de West Coast Mainline tot Watford te bouwen. Als eindpunt aan de stadszijde wilde LNWR een eindlus bouwen op 16,92 m diepte onder de perrons van de spoorlijn. Deze lus van 1452 meter lengte zou een perron krijgen vlak bij de perrons van de CCE&HR. Het voorstel werd in november 1906 aan het parlement voorgelegd en op 26 juli 1907 koninklijk goedgekeurd. De LNWR koos uiteindelijk voor bovengrondse kopsporen en trok het plan voor de eindlus in 1911 in. De voorstadslijn was van meet af aan geëlektrificeerd met gelijkstroom (DC in het Engels) via een derde rail en werd geopend op 15 juni 1912. De grote hal werd in 1915 en 1916 en later in 1927 geheel opnieuw ingericht.

### London, Midland and Scottish Railway
In 1923 werden de Britse spoorwegen bij wet ondergebracht in vier spoorweg maatschappijen, de zogeheten grouping. Hierdoor kwamen het station en lijn in handen van de London, Midland and Scottish Railway (LMS), een van de vier groepen. In de jaren 30 van de 20e eeuw raakte Euston verzadigd en de LMS overwoog herbouw van het station. In 1931 verschenen berichten dat LMS op zoek was naar een nieuwe locatie aan de kant van Camden Town. In 1935 kondigde LMS de verbouwing van het station en de hotels aan met behulp van een overheidsgarantie. In 1937 werd architect Percy Thomas gevraagd om ontwerpen te maken. Hij stelde voor om een station in Amerikaansestijl te bouwen en de Euston Arch te verplaatsen of zelfs af te breken. De gevellijn van de kantoren, met helikopterdek op het dak, zou aan Euston Road komen. De werkzaamheden begonnen op 12 juli 1938 toen 100000 ton kalksteen werd gedolven voor het nieuwe gebouw en woonblokken om omwonenden te herhuisvesten. Het project belandde door het uitbreken van de Tweede Wereldoorlog in de ijskast en werd nimmer hervat. Gedurende de aanvallen in 1940 werd het station verschillende malen getroffen, waarbij het dak van de grote hal vernield werd en een bom tussen spoor 2 en 3 vernielde de kantoren en een deel van het hotel.

### British Railways
In 1948 werden de Britse spoorwegen genationaliseerd in British Railways en begin jaren 50 van de 20e eeuw stond Euston bekend als een met roet bedekt hol hetgeen aanleiding was voor groot-onderhoud in 1953, inclusief de verwijdering van een onderzoekskiosk in het midden van de Grote hal. De kaartautomaten werden gemoderniseerd en de toegangspoort was inmiddels omringd door verdere vastgoedontwikkeling en kiosken en was aan restauratie toe. In 1959 kondige British Railways kondigde een volledige herbouw van Euston aan in het kader van de elektrificatie van de West Coast Main Line. De beperkte ruimte aan de noordkant dwong tot een verplaatsing van het stationsgebouw verder naar zuiden op het gebied dat werd ingenomen door de Great Hall en de Arch. Bijgevolg werd de London County Council op de hoogte gebracht dat de Arch en de Great Hall zouden worden gesloopt, wat werd toegestaan op voorwaarde dat de Arch zou worden hersteld en opnieuw zou worden geplaatst. Dit was echter financieel niet haalbaar gezien de door BR geschatte kosten van minstens £ 190.000. De sloop van het oude station in 1962 en met name de sloop van de toegangspoort leidde tot protesten, onder meer verwoord door de dichter John Betjeman.

### Onder de draad
De sloop van de boog werd formeel aangekondigd door de minister van verkeer, Ernest Marples in juli 1961, maar stuitte onmiddellijk op bezwaar van de graaf van Euston, de graaf van Rosse en John Betjeman. Experts geloofden niet dat het werk £ 190.000 zou kosten en speculeerden dat het goedkoper zou kunnen worden gedaan door buitenlandse arbeidskrachten. Op 16 oktober 1961 organiseerden 75 architecten en studenten een formele demonstratie tegen de sloop in de Grote hal en een week later leidde Sir Charles Wheeler een afvaardiging om met de premier Harold Macmillan te spreken. Macmillan antwoordde dat er, afgezien van de kosten, er qua ruimte nergens een geschikt terrein was om de toegangspoort te herbouwen.
De sloop begon op 6 november en was binnen vier maanden klaar. Sinds 1996 zijn er voorstellen ingediend om de toegangspoort te herbouwen in het kader van de herinrichting van het station met inbegrip van het gebruik van het station als het Londense eindpunt van de HS2.
Het nieuwe station werd gebouwd door Taylor Woodrow Construction naar een ontwerp van de architecten van de London Midland Region British Railways, William Robert Headley en Ray Moorcroft, in overleg met Richard Seifert &Partners. De herontwikkeling begon in de zomer van 1962 en vorderde van oost naar west, inclusief de sloop van de Grote hal, terwijl een tijdelijk gebouw van 1000 m2 de kaartverkoop en voorzieningen huisvestte. Het was de bedoeling om het station op 80% van de capaciteit in bedrijf te houden gedurende de werkzaamheden. Terwijl treindiensten zo mogelijk naar elders werden verlegd, bleef het station gedurende de hele ombouw in bedrijf.
De eerste fase van de bouw omvatte de bouw van 18 nieuwe sporen die paarsgewijs tussen de perrons kwamen, samen met een sein- en communicatiegebouw en verschillende stafkantoren. De overkapping werd versterkt met een staalskelet van 5.500 ton. Het seinstelsel op de hoofdlijnen van/naar het station werd geheel vernieuwd in samenhang met de elektrificatie met bovenleiding, waaronder het treinbeïnvloedingssysteem Automatic Warning System (AWS). Vijftien sporen waren in 1966 voltooid en de volledig elektrische dienst begon op 3 januari. Een volledig geautomatiseerd pakketdepot, gelegen boven de perrons 3 tot en met 18, werd geopend op 7 augustus 1966. Het nieuwe station werd geopend door koningin Elizabeth II op 14 oktober 1968.
Het stationsgebouw is een lange, lage structuur, van 61 meter breed, 46 meter diep en 11 meter hoog. Het opende met geïntegreerde automatische kaartverkoop en controle en een breed scala aan winkels; de eerste in zijn soort voor een Brits station.
Het oorspronkelijke plan was om kantoorgebouwen boven het station te bouwen om met de huuropbrengsten een deel van de kosten te dekken. Dit plan werd echter geschrapt nadat in 1963 een witboek van de regering werd vrijgegeven dat het tempo van commerciële kantoorontwikkeling in Londen beperkte.
In 1966 werd een "Whites only" wervingsbeleid voor bewakers op het station geschrapt nadat Asquith Xavier, een migrant uit Dominica, om die reden promotie was geweigerd. De zaak werd in het parlement aan de orde gesteld en na tussenkomst van de toenmalige staatssecretaris van Transport, Barbara Castle, werd dit beleid geschrapt.
Een tweede ontwikkelingsfase die werd uitgevoerd door Richard Seifert & Partners begon in 1979 en voegde 37.600 m2 kantoorruimte toe langs de voorkant van het station in de vorm van drie laagbouwtorens met uitzicht op Melton Street en Eversholt Street. Deze kantoren werden gebruikt door achtereenvolgens British Rail, Railtrack, en door Network Rail, dat nu op een klein deel van een van de torens na alle torens heeft verlaten. Deze gebouwen zijn in een functionele stijl; het belangrijkste bekledingsmateriaal is gepolijste donkere steen, aangevuld met witte tegels, zichtbaar beton en effen beglazing.
Het station heeft een enkele grote hal, gescheiden van de perronhal. Oorspronkelijk waren er geen zitplaatsen geïnstalleerd om zwervers en misdadigers af te schrikken, maar ze werden alsnog geplaatst na klachten van reizigers. Een aantal elementen van het oude station zijn behouden: twee Portlandstenen entreelodges en een oorlogsmonument. Een standbeeld van Robert Stephenson van Carlo Marochetti, voorheen in de oude stationshal, staat op het voorplein. Daarnaast zijn een aantal onderdelen ondergebracht bij het National Railway Museum in York; Het standbeeld van George Stephenson van de hand van Edward Hodges Baily, de toegangen van de grote hal en de draaischijf uit 1846.
Er staat een groot standbeeld van Eduardo Paolozzi genaamd Piscator opgedragen aan de Duitse theaterregisseur Erwin Piscator aan de voorkant van de binnenplaats, dit beeld is sinds 2016 aan het afbrokkelen. De lage stenen banken van Paul de Monchaux rond de binnenplaats, werden in 1990 in opdracht van Network Rail gemaakt. Het station heeft horeca en winkels, een grote stationshal en een afgesloten parkeerterrein met meer dan 200 plaatsen. Het gebrek aan daglicht op de perrons steekt ongunstig af bij de glazen overkappingen van traditionele Victoriaanse treinstations, maar het gebruik van de ruimte boven de perrons als een pakketdepot maakte de maximale ruimte op maaiveldniveau vrij voor perrons en voorzieningen voor de reizigers.

### Privatisering
In 1994 werd het station overgedragen van British Rail naar Raiiltrack en na het faillissement van Railtrack kwam het in 2002 in handen van Network Rail. In 2005 werd gemeld dat Network Rail op lange termijn het station wilde verbouwen. Hierbij zou ze de gebouwen uit de jaren 1960 verwijderen en meer commerciële ruimtes bieden door gebruik te maken van de "luchtrechten" boven de perrons. In 2007 kondigde British Land aan dat ze de aanbesteding had gewonnen om het station te slopen en te herbouwen, en ongeveer £ 250 miljoen van het totale herontwikkelingsbudget van £ 1 miljard voor het gebied had uitgegeven. Het aantal sporen zou toenemen van 18 naar 21. In 2008 werd gemeld dat de Boog herbouwd kon worden. In september 2011 werden de sloopplannen geannuleerd en werd Aedas aangesteld om het station een make-over te geven.
In juli 2014 werd een standbeeld onthuld van zeevaarder en cartograaf Matthew Flinders, die de wereld rondreisde en Australië in kaart bracht; het gerucht ging dat zijn graf onder perron 15 op het station lag, maar was verplaatst tijdens de oorspronkelijke stationsbouw. In 2019 werd het achter het station gevonden tijdens graafwerkzaamheden voor de HS2-lijn.

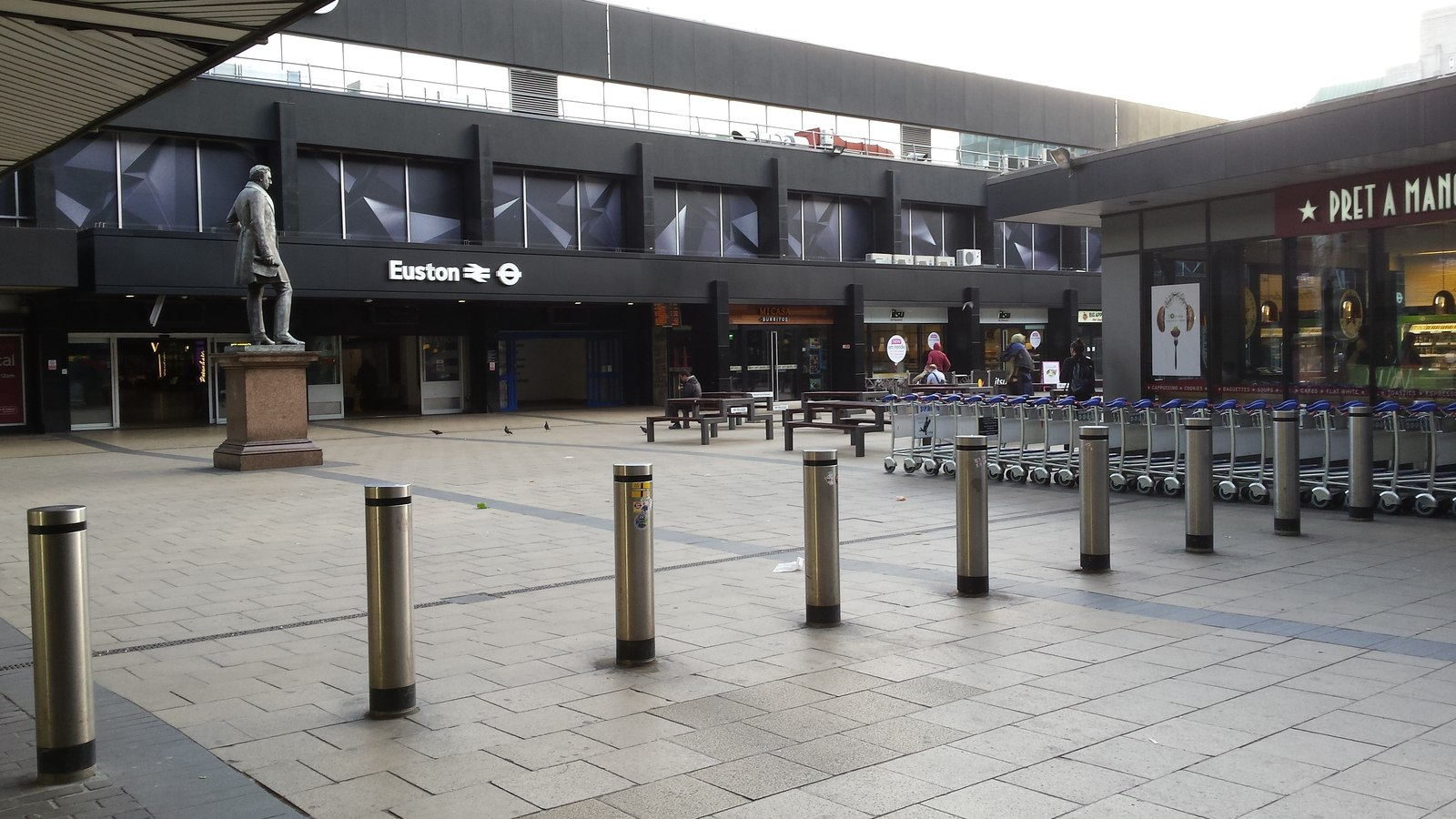
Het voorplein met het standbeeld van Robert Stephenson in 2017
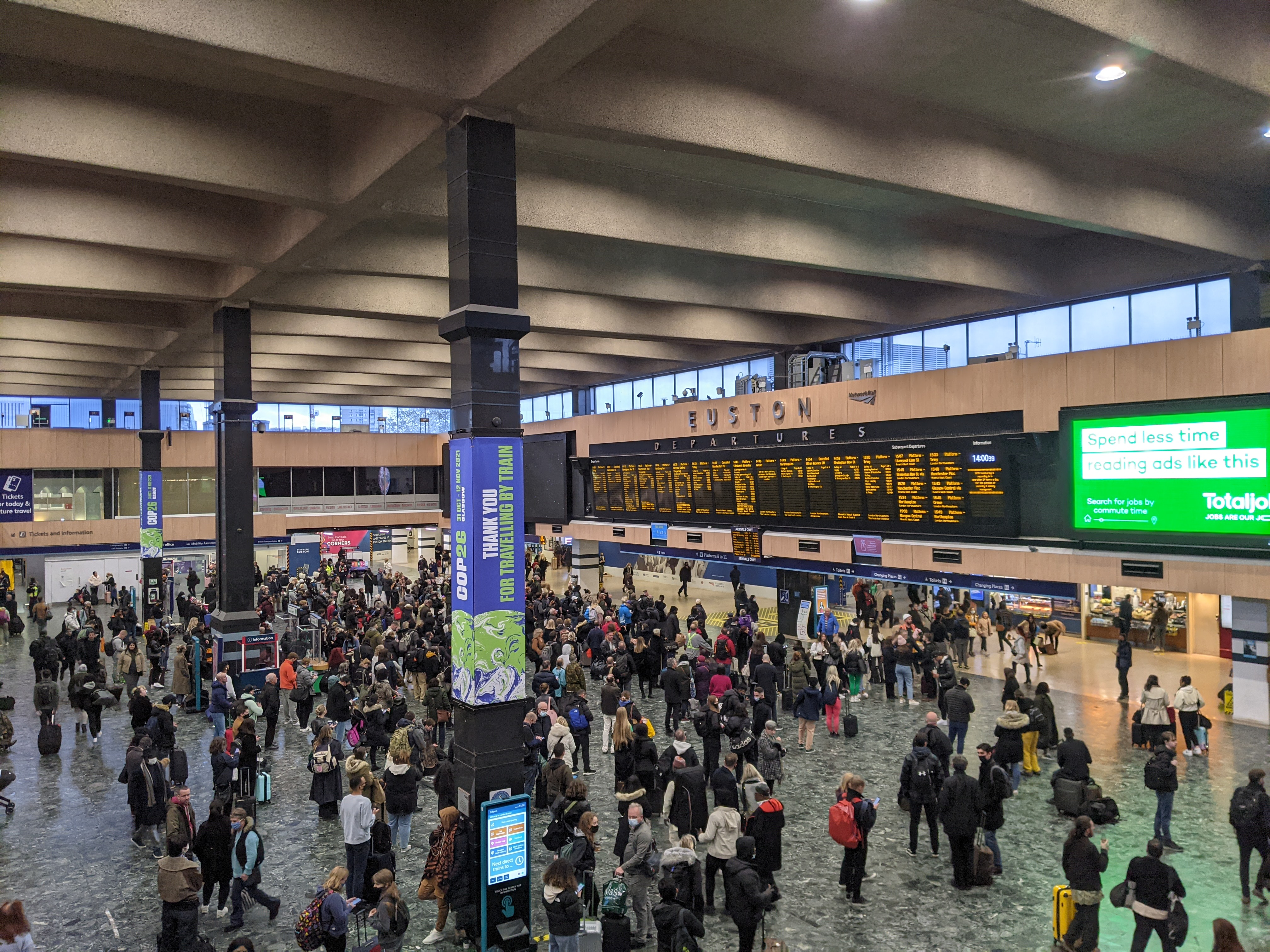
De moderne stationshal in 2021
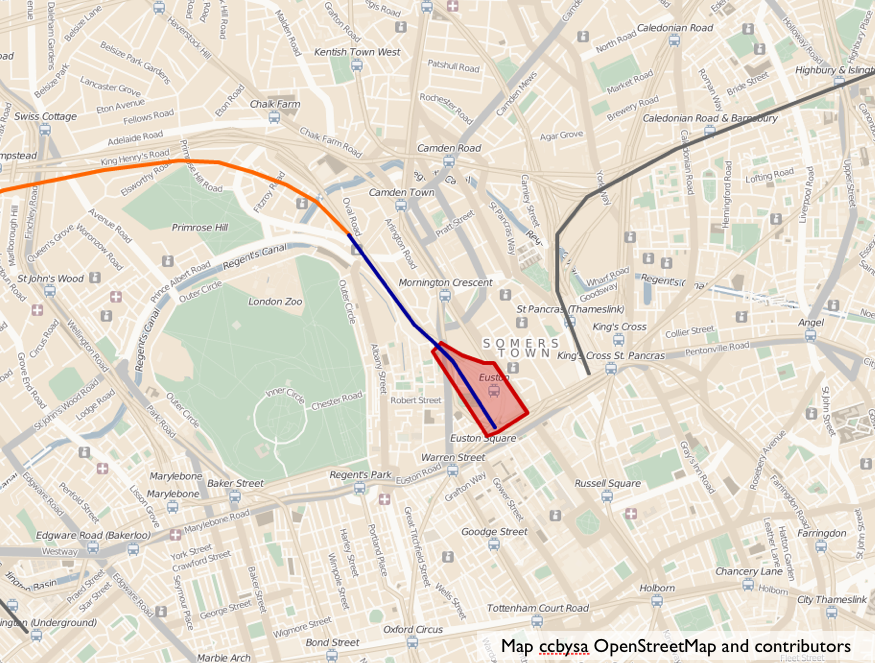
De plannen voor HS2 ingetekend op de kaart, naar rechts de HS1 naar de kanaaltunnel, naar links Euston (rood) en de HS2

### High Speed 2
In maart 2010 kondigde de minister van verkeer, Andrew Adonis, aan dat Euston de voorkeur had als zuidelijke eindpunt was van de geplande hogesnelheidslijn High Speed 2 (HS2), die Londen zou verbinden met een nieuw gebouwd station in de buurt van Curzon Street en Fazeley Street in Birmingham. Hiertoe moest Euston worden uitgebreid naar het zuiden en westen om nieuwe, langere perrons te kunnen bouwen. Deze uitbreiding betekent een volledige reconstructie en de sloop van 220 flatwoningen van Camden Council. Daarna zal de helft van het station conventionele treindiensten afhandelen en de andere helft de hogesnelheidstreinen. De Command Paper stelde voor om de Boog te herbouwen en bevatte er een artist's impression van.
Van de geplande 8 nieuwe sporen worden er 7 gerealiseerd waardoor het totaal op 23 komt. 10 zullen worden gebruikt voor de HS2 en 13 voor conventionele lijnen op een lager niveau. De flats die voor de uitbreiding werden gesloopt, zouden worden vervangen door herbouw boven deze sporen. Het metrostation zou worden herbouwd en verbonden met het aangrenzende station Euston Square. Als onderdeel van de uitbreiding tot voorbij Birmingham, stelde het kantoor van de burgemeester van Londen dat het nodig zal zijn om de voorgestelde Crossrail 2-lijn via Euston te bouwen om 10.000 extra passagiers te verwerken die naar verwachting op een gemiddelde dag zullen aankomen.
Om de druk op Euston tijdens en na de verbouwing voor High Speed 2 te verlichten, heeft HS2 Ltd voorgesteld om sommige diensten om te leiden naar Old Oak Common (voor Crossrail). Dit zou acht forensentreinen per uur omvatten die vertrekken / eindigen tussen Tring en Milton Keynes Central. In 2016 onderschreef burgemeester Sadiq Khan de plannen en stelde voor dat alle diensten zouden moeten eindigen bij Old Oak Common, terwijl een betere oplossing gezocht wordt voor Euston.
De huidige ruimtelijke ordening biedt geen rechtstreekse verbinding tussen High Speed 2 bij Euston en de bestaande High Speed 1 bij St Pancras. In 2015 werden plannen aangekondigd om de twee stations via een travelatordienst met elkaar te verbinden. De sporen 17 en 18 zijn in mei en juni 2019 gesloten voor voorbereidende werkzaamheden voor HS2.
De voorbereiding op de start van de boorwerkzaamheden voor de verbouwing van in 2019 begon in 2018 met de sloop van het Euston Downside Carriage Maintenance Depot.
In januari 2019 begon de sloop van de twee kantoortorens uit 1979 voor het station, hetgeen in december 2020 was voltooid. De derde toren aan de Eversholt Street 1 maakt geen deel uit van deze plannen. Twee hotels aan Cardington Street grenzend aan de westzijde van het station werden ook gesloopt.
Op 21 augustus 2019 heeft het Ministerie van Transport (DfT) een onafhankelijke beoordeling van het project bevolen, voorgezeten door de Britse civiel ingenieur Douglas Oakervee. Het Oakervee rapport werd op 11 februari 2020 gepubliceerd door het ministerie van Transport, naast een verklaring van de premier waarin werd bevestigd dat HS2 volledig zou doorgaan, met voorbehoud.
Een van de conclusies van de evaluatie was dat het (toen) voorgestelde ontwerp voor de herbouw van het station "niet bevredigend" was en dat "het beheer van het hele Euston-project rommelig verloopt en dat de huidige bestuursregelingen voor station Euston moeten worden gewijzigd". In de zomer van 2020 heeft de regering de voorzitter van Network Rail, Sir Peter Hendy, gevraagd om een toezichtsraad voor te zitten; in oktober 2020 meldde het Architects' Journal dat er al meer dan £ 100 miljoen was uitgegeven aan technische- en architecturale ontwerpkosten voor het nieuwe station. In mei 2023 berichtte het tijdschrift Modern Railways dat het National Audit Office de kosten van de bouw van het nieuwe station Euston in een recent rapport raamde op GBP 4,8 miljard, van GBP 2,6 miljard in april 2020.

## Kritiek
De jaren 60 architectuur wordt beschreven als een smerige grijze leegte, representatief voor de smakeloosheid van die tijd zonder het gevoel van avontuur van de Victoriaanse stations.
- In The Times schreef Richard Morrison dat het zelfs volgens de normen van de jaren 60 een akelige betonnen doos in Londen is zonder enige verdienste qua vormgeving. Daarmee zorgt het voor een maximaal ongemak bij de reizigers en een vloek op de omliggende straten. Het ontwerp had nooit verder mogen komen dan de tekentafel. Het maakt de indruk dat het is geschetst op de achterkant van een papieren tas door een misdadige android met afkeer van menselijkheid die, net als een vampier, walgt van daglicht.
- Michael Palin, ontdekkingsreiziger en reisverslaggever, noemde het in de aflevering Confessions of a Trainspotter van de serie Great Railway Journeys in 1980, gelijkend op een groot bad met gladde oppervlaktes waar mensen doelmatig kunnen klotsen.

Voor personen met lichamelijke beperkingen is het station lastig toegankelijk. De plaatsing van liften in 2010 maakte de taxistandplaats en underground toegankelijk vanuit de stationshal maar door het grote aantal storingen worden ze als onbetrouwbaar gezien. In 2015 werd Wayfindr technologie aangebracht zodat mensen met visuele beperkingen de weg kunnen vinden in het station.
De sloop van de oorspronkelijke gebouwen in 1962 werd door het Royal Institute of British Architects beschreven als "een van de grootste daden van naoorlogs architecturaal vandalisme in Groot-Brittannië" en werd rechtstreeks goedgekeurd door Harold Macmillan. De pogingen om de 19e-eeuwse gebouwen te behouden, verdedigd door Sir John Betjeman, leidden tot de vorming van de Victorian Society en luidden de moderne architectuurbeschermingsbeweging in. Deze beweging redde het nabijgelegen gotische St Pancras-station toen het in 1966 met sloop werd bedreigd, wat uiteindelijk leidde tot de renovatie in 2007 als het eindpunt van HS1 door de kanaaltunnel.

## Incidenten
Op 26 april 1924 botste een elektrische treinstel achterop een excursietrein met passagiers van de FA Cup-finale in Coventry. Vijf passagiers kwamen om het leven. Het ongeluk werd toegeschreven aan slecht zicht als gevolg van rook en stoom onder de Park Street Bridge.
Op 27 augustus 1928 botste een reizigerstrein tegen de stootblokken. Dertig mensen raakten gewond.
Op 10 november 1938 reed een voorstadstrein in op lege rijtuigen nadat een sein verkeerd was geïnterpreteerd. 23 mensen raakten gewond.
Op 6 augustus 1949 werd een lege trein per ongeluk naar een dienst voor Manchester geleid en botste er met ongeveer 5 mph (8 km/h) tegenaan. Het ongeval werd toegeschreven aan een gebrekkige spoorstroomloop waardoor niet goed te zien was welke sporen bezet waren.

### IRA-aanslag in 1973
Grote maar oppervlakkige schade werd veroorzaakt door een IRA-bom die op 10 september 1973 rond 13.10 uur in de buurt van een snackbar ontplofte en acht mensen verwondde. Een vergelijkbare bom was 50 minuten eerder ontploft bij King's Cross. De Metropolitan Police had drie minuten tevoren een waarschuwing ontvangen en was niet in staat om het station volledig te ontruimen. De Britse transportpolitie slaagde er in om vlak voor de explosie een groot deel van het gebied te ontruimen. In 1974 bekende de geesteszieke Judith Ward de bomaanslag en werd veroordeeld voor deze en andere misdaden, ondanks het feit dat het bewijs tegen haar zeer zwak was en Ward haar bekentenissen introk. In 1992 werd ze vrijgesproken; de ware dader moet nog worden geïdentificeerd.

## Treinverbindingen
- 2x per uur (Intercity - Virgin Trains) London Euston - Coventry - Birmingham International - Birmingham New Street
- 1x per uur (Intercity - Virgin Trains) London Euston - Coventry - Birmingham International - Birmingham New Street - Wolverhampton
- 2x per uur (Intercity - Virgin Trains) London Euston - Stoke-on-Trent - Stockport - Manchester Piccadilly
- 1x per uur (Intercity - Virgin Trains) London Euston - Crewe - Stockport - Manchester Piccadilly
- 1x per uur (Intercity - Virgin Trains) London Euston - Stafford - Runcorn - Liverpool Lime Street
- 1x per uur (Intercity - Virgin Trains) London Euston - Crewe - Chester (- Wrexham/Rhyl - Bangor - Holyhead veerboten voor haven van Dublin
- 1x per uur (Intercity - Virgin Trains) London Euston - Preston - Carlisle - Glasgow Central
- 1x per uur (Sneltrein - London Midland) London Euston - Milton Keynes Central - Rugby - Stafford - Stoke-on-Trent
- 2x per uur (Sneltrein - London Midland) London Euston - Milton Keynes Central - Northampton - Rugby - Coventry - Birmingham International - Birmingham New Street - Crewe
- 1x per uur (Sneltrein - London Midland) London Euston - Watford Junction - Hemel Hempstead - Milton Keynes Central - Northampton
- 2x per uur (Stoptrein - London Midland) London Euston - Harrow & Wealdstone - Watford Junction - Hemel Hempstead - Tring
- 1x per uur (Stoptrein - London Midland) London Euston - Watford Junction - Hemel Hempstead - Tring - Milton Keynes Central
- 3x per uur (Metro - London Overground) London Euston - Willesden Junction - Wembley Central - Harrow & Wealdstone - Watford Junction
- Nachtrein London Euston - Dundee - Aberdeen
- Nachtrein London Euston - Fort William
- Nachtrein London Euston - Stirling - Perth - Inverness
- Nachtrein London Euston - Carlisle - Glasgow Central
- Nachtrein London Euston - Carlisle - Edinburgh Waverley

## Metro van Londen
Euston is een halte voor de Northern Line en Victoria Line.
300m ten westen van het station is het station Euston Square, een halte voor de lijnen Circle Line, Hammersmith & City Line en Metropolitan Line.

## Buizenpost
In 1863 werd in dit station een buisverbinding in gebruik genomen met het postkantoor op Eversholtstreet. Over een afstand van 500 meter reden dertien keer per dag karretjes met postpakketten door de buis. Twee jaar later werd de lijn doorgetrokken naar Holborn. De karretjes bleven echter regelmatig steken, en in 1874 werd het project afgeblazen.
Station London Euston · South Hampstead · Kilburn High Road · Queen's Park · Kensal Green · Willesden Junction · Harlesden · Stonebridge Park · Wembley Central · North Wembley · South Kenton · Kenton · Harrow & Wealdstone · Headstone Lane · Hatch End · Carpenders Park · Bushey · Watford High Street · Watford Junction